# Philosophies eucharistiques
 (janvier 2024).

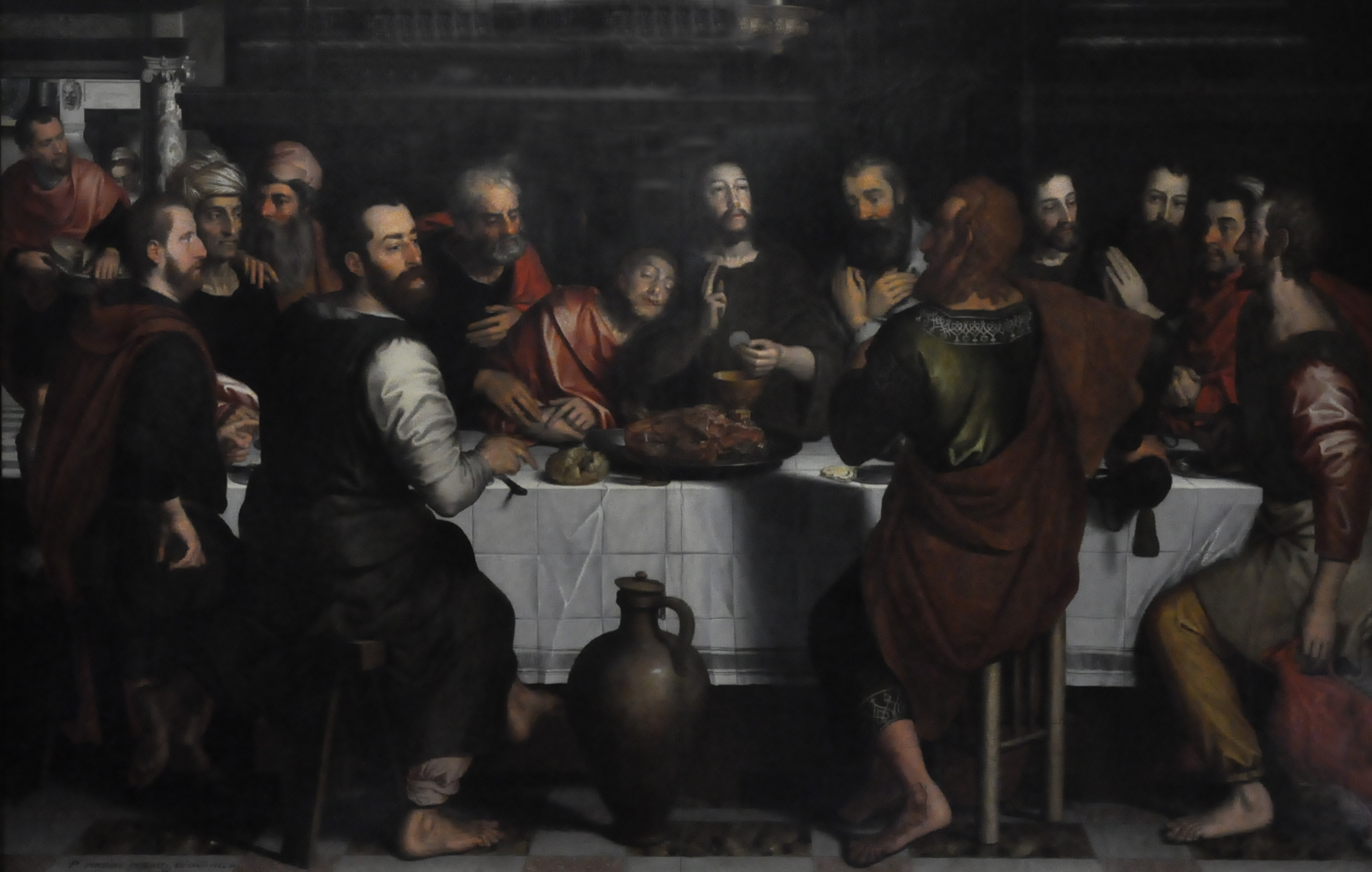
La Cène par Pieter Pourbus (Bruges)

Philosophies eucharistiques, de Descartes à Blondel, est un essai du philosophe français Xavier Tilliette, sj. Paru en 2006 aux Éditions du Cerf, l'ouvrage a obtenu la même année le prix Humboldt et le prix Victor-Delbos de l'Institut de France.
L'auteur part du constat que la croyance eucharistique est restée une constante depuis les premiers siècles du christianisme jusqu'au Moyen Âge, où la certitude de la « présence réelle » du Christ dans l'hostie consacrée est mise en doute pour la première fois.

## Structure
1. Descartes et la physique eucharistique
2. Pascal : le Dieu le plus caché
3. La contre-attaque protestante (Bayle, Jurieu)
4. Leibniz entre les confessions
5. La Sainte Cène des philosophes allemands (Lessing, Hamann et Kant, Fichte, Hegel, Feuerbach, Schleiermacher ; note sur Joseph de Maistre)
6. La Physique céleste de Franz von Baader
7. Rosmini ou la vie eucharistique
8. Maurice Blondel : une synthèse eucharistique
9. Digression poétique : le pragmatisme d'Édouard Le Roy
10. Teilhard de Chardin : l'Eucharistie universelle
11. Simone Weil ou la faim eucharistique
12. Recherches et théories eucharistiques du XXe siècle (Paul Claudel, Gabriel Marcel, Gaston Fessard, Georges Morel, Jean Ladrière, Yves de Montcheuil, Édouard Pousset, Jean-Luc Marion)

## Édition
- Xavier Tilliette, Philosophies eucharistiques, de Descartes à Blondel, Cerf, 180 p., 2006, prix Humboldt 2006, prix Victor-Delbos 2006  (ISBN 2-204-08079-9)